# Emil Doepler
Emil Doepler (Monaco di Baviera, 29 ottobre 1855 – Berlino, 21 dicembre 1922) è stato un illustratore, grafico e araldista tedesco.

Stemma realizzato da Emil Doepler

Noto per aver realizzato nel 1919 lo stemma ufficiale della Germania.

## Biografia

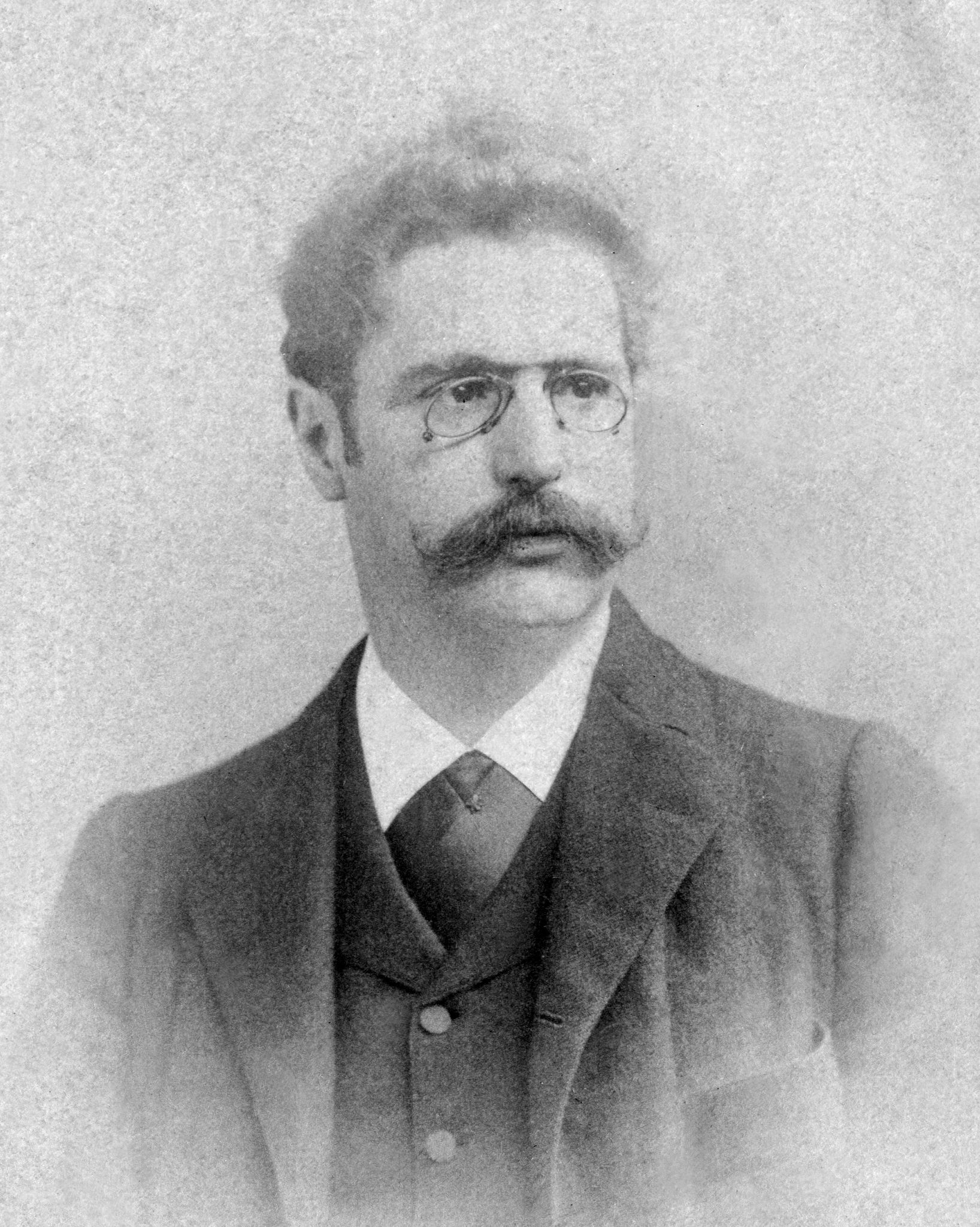
Emil Doepler nel 1890

Emil Doepler, figlio di Carl Emil Doepler, dopo aver conseguito la laurea, nel 1873, iniziò la sua carriera come illustratore. Nel 1888 realizzò lo stemma per il Börsenverein des Deutschen Buchhandels, con la dicitura Habent sua fata libelli, il motto dell'editoria tedesca.
Nel novembre del 1919, Friedrich Ebert, presidente della Repubblica di Weimar, dichiarò che uno dei modelli di Doepler era lo stemma ufficiale della Germania. Suoi disegni sono utilizzati anche come stemmi per le città di Essen e Bochum.
Emil Doepler ha anche disegnato materiale pubblicitario, insegne e immagini di figurine per l'azienda di cioccolato Stollwerck.

## Bibliografia

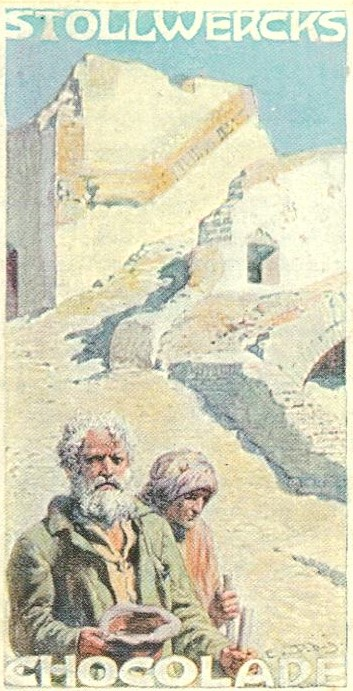
Illustrazione di Emil Doepler 1902